# Reso AB

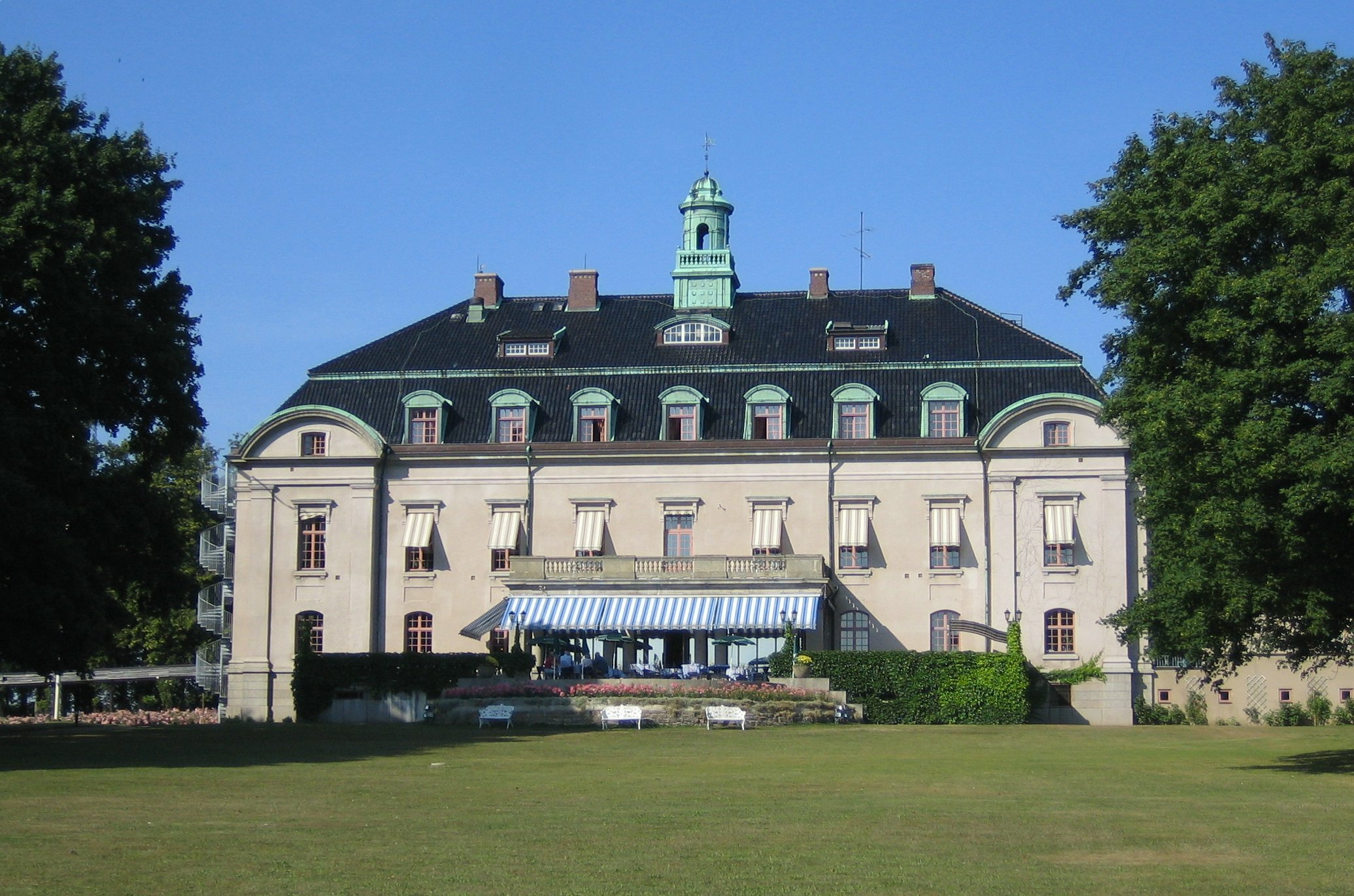
Örenäs slott (2006), tidigare ägt av Reso.

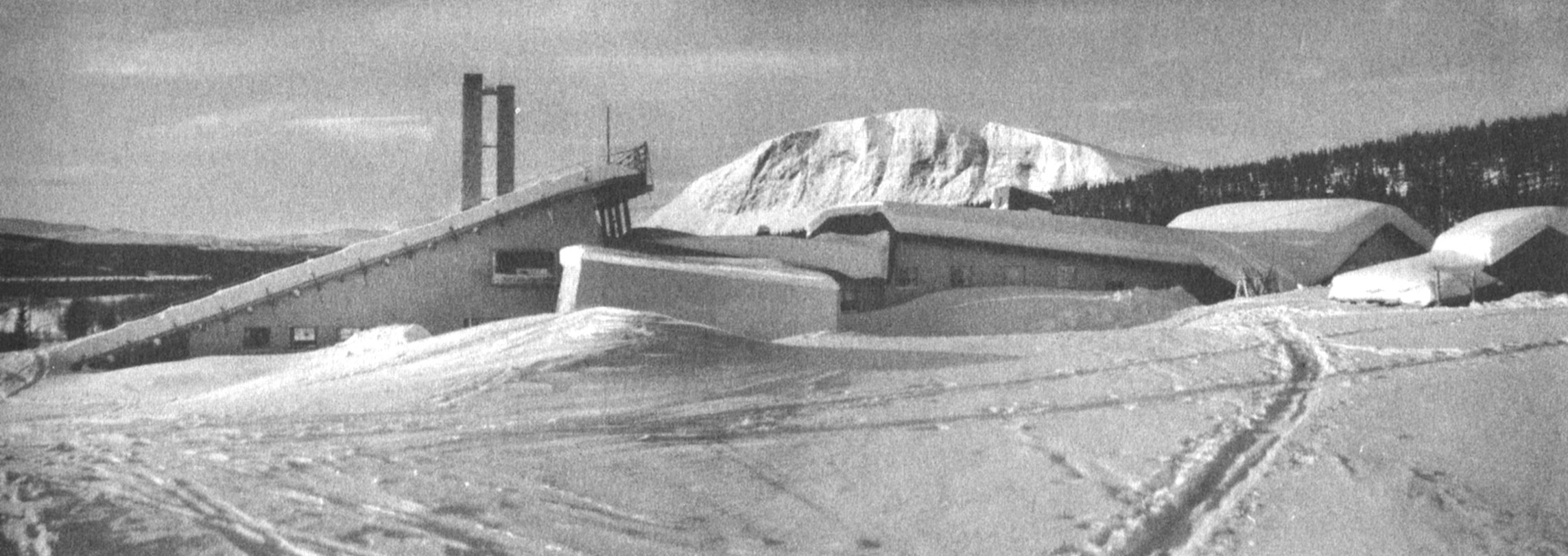
Hotell Borgafjäll (1955), tidigare ägt av Reso.

Reso AB var en svensk resebyråkedja, hotellkoncern och researrangör som ägdes av folkrörelserna, bland andra Kooperativa förbundet (KF) och Arbetarnas bildningsförbund (ABF).

## Historia
Företaget grundades 1937, vid samma tid som den första semesterlagstiftningen infördes (1938). Syftet var att möjliggöra vad som kallades "folksemester". Stiftare var bland andra ABF, KF och STF. Andra intressenter var bland andra SJ, HSB, RLF och LO. Ägargruppen instiftade även Folkrörelsernas semesterförening som genomförde semesterenkäter bland befolkningen. Tongivande personer under Resos första tid var bland andra Valter Åman och Ivan Ohlson.
En av Resos paradanläggningar var semesteranläggningen Ronneby Brunn, projekterad och uppförd under 1960- och 1970-talet. 
Klara norra kyrkogata 31 i Stockholm var inte bara RESO:s huvudkontor, utan även hemvist för många specialavdelningar: RESO Kongresstjänst, RESO Incoming, RESO Specialresor, RESO Sällskapsresor och resebyråer samt RESO Grupparrangemang, inklusive bussavdelningen.
Reso såldes 1991 till Bennett Reisebureau.

## Anläggningar och verksamheter
| Namn                  | Ort        | Invigd | Ägare                  |
| --------------------- | ---------- | ------ | ---------------------- |
| Hovenäsbaden          | Hovenäset  | 1939   | Reso                   |
| Ronneby brunn         | Ronneby    | 1939   | Ronneby stad           |
| Insjöns Turisthotell  | Insjön     | 1939   | Reso                   |
| Gullholmsbaden        | Gullholmen | 1942   | Reso                   |
| Örenäs slott          | Glumslöv   | 1942   | Reso                   |
| Kosterbaden           | Koster     | 1944   | Reso                   |
| Hedmans Hotell        | Hålland    | 1945   | Reso                   |
| Hotel Elfverson       | Mölle      | 1945   | Reso                   |
| Finnhamns fritidsgård | Stockholm  | 1945   | Stockholms stad        |
| Grinda fritidsgård    | Stockholm  | 1949   | Stockholms stad        |
| Ystad Saltsjöbad      | Ystad      | 1952   | Ystads stad            |
| Hotell Borgafjäll     | Dorotea    | 1954   | Dorotea kommun         |
| Orsandbyn             | Leksand    | 1957   | Resos Leksandsförening |

| Hotellnamn       | Ort       | Invigd | Antal rum/bäddar | Fastighetsägare                              |
| ---------------- | --------- | ------ | ---------------- | -------------------------------------------- |
| Kristineberg     | Stockholm | 1949   | 143/218          | Stockholms stad                              |
| Malmen           | Stockholm | 1951   | 265/460          | Stockholms stad                              |
| Domus¹           | Stockholm | 1953   | (?)/460          | AB Studenthem                                |
| Bromma           | Stockholm | 1957   | 143/232          | Stockholms stad                              |
| Arkaden          | Malmö     | 1957   | 175/300          | Fastighets AB Spinneriet                     |
| Ronneby²         | Ronneby   | 1961   | 350/700          | Ronneby stad                                 |
| Continental      | Stockholm | 1962   | 250/430          | Folksam                                      |
| Portalen         | Jönköping | 1963   | 177/300          | Byggmästare Harry Sjögren                    |
| Hotell Opalen    | Göteborg  | 1964   | 229/335          | AB Göteborgshotell (Göteborgs stad)          |
| Sjöfartshotellet | Stockholm | 1964   | 184/365          | Stiftelsen Stockholms Sjöfartshotell         |
| S:t Jörgen       | Malmö     | 1964   | 304/365          | Fastighets AB Malmö-City                     |
| Rubinen          | Göteborg  | 1967   | 189/270          | Konsumentföreningen Göteborg                 |
| Ferrum           | Kiruna    | 1969   | 112/208          | Kiruna Hotellfastighets AB (Kiruna stad)     |
| Kramm            | Kramfors  | 1969   | 60/123           | Stiftelsen Kramfors Hyreshus (Kramfors stad) |

¹ Hotelldrift juni till september. Sista säsong 1963.
² Första semesterhotellet invigt 1939 brann ned. Det nybyggda åretrunthotellet räknades som stadshotell.
Tabellen avser förhållandena omkring 1974.